# Municipio de Mountain Creek
El municipio de Mountain Creek (en inglés: Mountain Creek Township) es un municipio ubicado en el  condado de Catawba en el estado estadounidense de Carolina del Norte. En el año 2010 tenía una población de 9.678 habitantes.

## Geografía
El municipio de Mountain Creek se encuentra ubicado en las coordenadas 35°35′46.48″N 81°0′43.28″O / 35.5962444, -81.0120222.